# Randy Feenstra
Randall Lee Feenstra, dit Randy Feenstra, né le 14 janvier 1969 à Hull (Iowa), est un homme politique américain. Membre du Parti républicain, il est élu au Sénat de l'Iowa à partir de 2009, puis à la Chambre des représentants des États-Unis depuis 2021.

## Biographie

### Jeunesse et carrière professionnelle
Randy Feenstra est né à Hull dans le nord-ouest de l'Iowa, où il réside avec son épouse et ses quatre enfants.
Il est diplômé d'un baccalauréat universitaire de l'université Dordt (en) en 1991 puis d'une maîtrise en administration publique de l'université d'État de l'Iowa,. Il devient manager au sein de plusieurs entreprises et donne des cours de commerce à l'université Dordt.
En 1999, il devient gérant municipal de la ville de Hull.

### Carrière politique

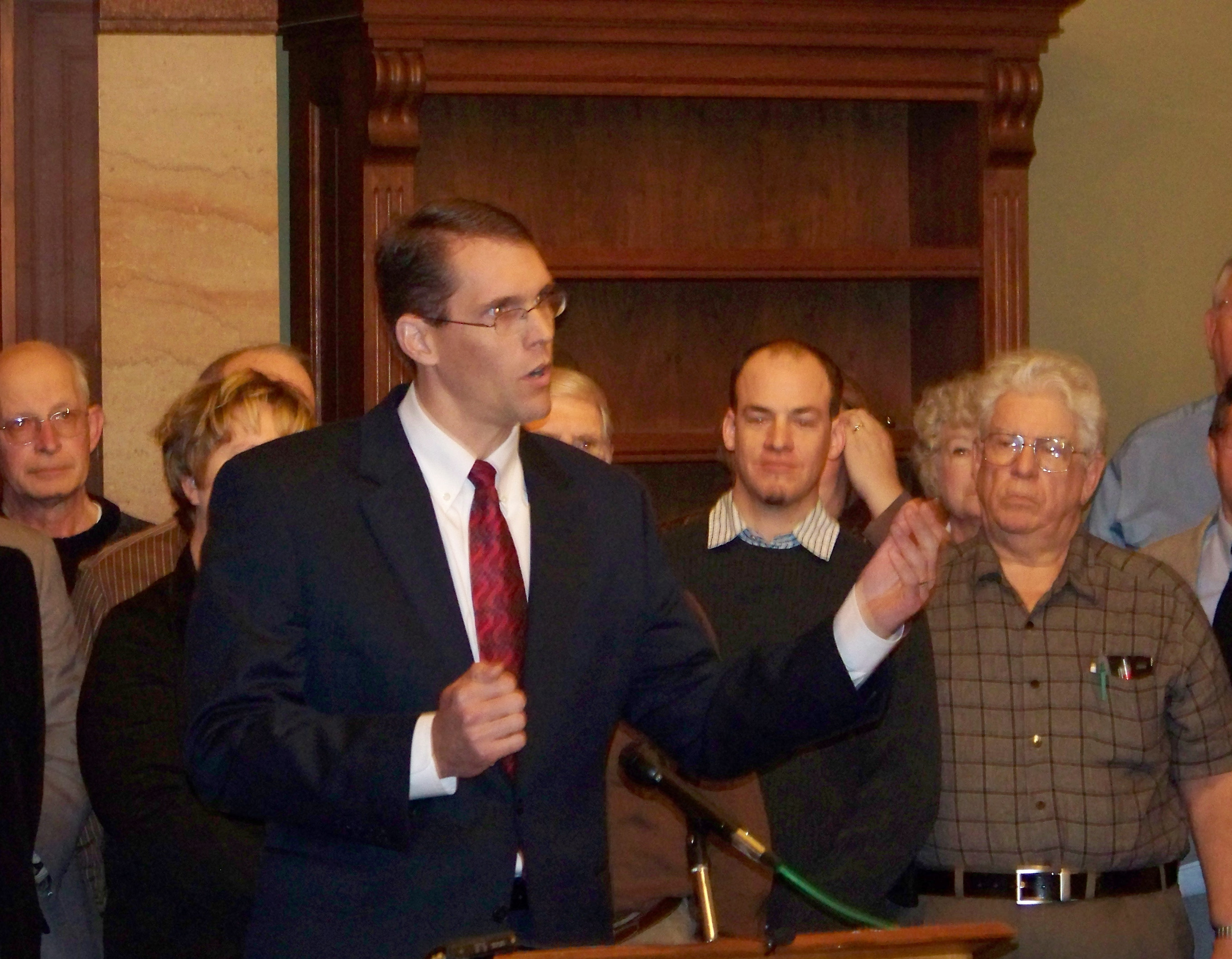
Randy Feenstra en 2007.

En 2006, Randy Feenstra est élu trésorier du comté de Sioux. Deux ans plus tard, il est élu au Sénat de l'Iowa dans le 2e district. Il devient l'adjoint du chef de la majorité républicaine au Sénat. Durant son mandat, il soutient de fortes réductions d'impôts ; la Chambre de commerce des États-Unis le qualifiant d'« architecte d'une des plus importantes baisses de l'impôt sur le revenu de l'Iowa ».
Lors des élections de 2020, Randy Feenstra se présente à la Chambre des représentants des États-Unis dans le 4e district de l'Iowa face au républicain sortant Steve King, coutumier des déclarations racistes ou suprémacistes. Différent de Steve King sur la forme, Randy Feenstra se différencie peu du sortant sur le fond. Il remporte la primaire républicaine avec 46 % des voix, contre 36 % pour Steve King. En novembre, il affronte le démocrate J.D. Scholten, qui avait failli battre Steve King deux ans plus tôt. Dans cette circonscription conservatrice, qui a donné 30 points d'avance à Donald Trump en 2016, il est élu représentant des États-Unis avec 62 % des suffrages.
Il est réélu pour un second mandat lors des élections de 2022 en remportant 67 % des voix contre le démocrate Ryan Melton.
Candidat à sa réélection en 2024, il affronte l'homme d'affaires Kevin Virgil lors de la primaire républicaine qu'il remporte avec 60 % des suffrages, avant de s'imposer lors de l'élection générale du 5 novembre, de nouveau contre le démocrate Ryan Melton.
En mai 2025, il annonce qu'il ne sera pas candidat à sa réélection en 2026, afin de briguer le poste de gouverneur de l'Iowa, alors que la sortante républicaine Kim Reynolds ne se présente pas à un troisième mandat.

## Positions politiques
Randy Feenstra est un républicain conservateur. Se disant opposé à l'« agenda libéral », il souhaite notamment interdire les villes sanctuaires, l'avortement et le mariage homosexuel. Il est également opposé à toute régulation sur le port d'armes à feu.
En décembre 2022, il est le seul membre du Congrès élu dans l'Iowa à voter contre le Respect for Marriage Act (en), la loi protégeant le statut marital des couples de même sexe et des couples mixtes. 